# 菲律賓燒乳豬

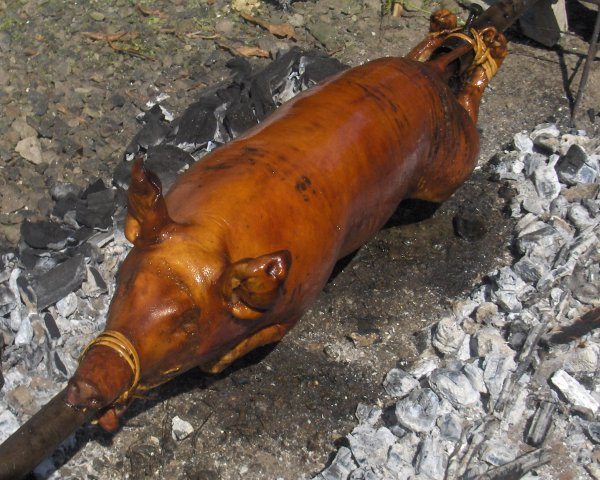
菲律宾烧乳猪，攝於菲律賓西米沙鄢大區西內格羅省加的斯市

菲律宾燒乳豬（Lechón），亦音譯作勒琼，是一種源於西班牙的燒烤食物。這種燒乳豬在西班牙语系国家，即西班牙及其前殖民地，如菲律賓、古巴、波多黎各、哥伦比亚、多米尼加共和国等也常见。
源於西班牙語的，意思就是“奶”，所以指還在吃奶的乳豬。
這種烤豬方式會先把乳猪去内脏，穿以米棒在炭火上烤熟，全猪上桌。在古巴，亦可将烧乳猪肉片成片，与切片的西红柿、黄瓜一起夹在面包中，撒上盐及辣椒汁食用，物美价廉。不過在拉丁美洲，日常可以吃得到的烤豬已不再用乳豬而轉用中等大小的成豬；只有菲律賓式的燒乳猪，不單依然保留使用乳豬，還會在乳猪抹上一种由鸡肝、大蒜、胡椒和醋調製成的酱料，成為了其特色，所以這種烤豬的方式，也被稱為肝醬烤乳豬。相比廣東的燒乳豬，菲律賓式的燒乳豬沒有了含甘草的五香粉，但香茅味比較重。有時候，還會在乳豬身上塗上以胭脂樹紅製作的色粉，使烤好的乳豬更好看。
在上述流行西班牙式烤豬的國家及地區，這種烤豬已成為了他們的节日食品，全年任何特別節慶均會準備這道菜。豬隻會先調味，在去除內臟後，整隻會穿在一支長棒上，然後拿到一個塞滿炭火的地坑上燒烤。一般會烤上幾個小時，直到完成。

## 外部連結
- The Historical Lechón
- Lechón en la varita - Lechón Asado （页面存档备份，存于）